# Frans van Lanschot
Frans Joseph Johan Lodewijk van Lanschot (Den Bosch, 18 augustus 1909 – Geldrop, 20 november 1999) was een Nederlands politicus van de KVP.
Hij werd geboren als zoon van Frans Johan van Lanschot (1875-1949) en jkvr. Maria Joanna Henrica van Meeuwen (1882-1957). Zijn vader was van 1917 tot 1941 burgemeester van Den Bosch en diens vader is daar ook burgemeester geweest. Zelf is hij afgestudeerd in de rechten en werd in 1941 waarnemend burgemeester van Den Dungen. In 1946 werd hij daarnaast waarnemend burgemeester van Berlicum. Later dat jaar werd Van Lanschot benoemd tot burgemeester van Geldrop. Hij is bovendien lid geweest van de Provinciale Staten van Noord-Brabant. Van Lanschot ging in 1974 met pensioen en overleed in 1999 op 90-jarige leeftijd.